# Serie A 2010–11
Giải vô địch bóng đá Ý 2010–11 (Serie A 2010–11) cũng còn được gọi là Serie A TIM theo lý do tài trợ) là mùa giải thứ 79 của Serie A kể từ khi giải đấu được thành lập, và là mùa giải đầu tiên được tổ chức bởi một hội đồng riêng biệt với Serie B. Giải đấu được bắt đầu từ ngày 28 tháng 8 năm 2010 và kết thúc vào ngày 22 tháng 5 năm 2011. Inter Milan là đương kim vô địch của giải.
A.C. Milan đã giành chức vô địch Serie A 2010–11 và cũng là chức vô địch thứ 18 trong lịch sử câu lạc bộ sau trận hòa không bàn thắng trên sân khách trước Roma vào ngày 7 tháng 5 năm 2011. Kết quả này giúp đảm bảo rằng với 2 vòng đấu còn lại, đội xếp sau - Inter cũng chỉ có thể bằng điểm với Milan, và Milan vẫn là đội nắm giữ lợi thế nhờ có thành tích đối đầu tốt hơn. Cúp vô địch sau đó được trao cho Milan trong trận đấu tiếp theo trên sân nhà vào ngày 14 tháng 5.
Đây là danh hiệu Scudetto đầu tiên của Milan kể từ năm 2004 và là dấu chấm hết cho 5 mùa giải thống trị liên tiếp của Inter Milan. Serie A 2010–11 cũng là danh hiệu đầu tiên của huấn luyện viên Massimiliano Allegri ngay trong năm đầu ông dẫn dắt Milan. Milan là đội dẫn đầu bảng xếp hạng trong phần lớn mùa giải và lên ngôi vô địch sớm trước 2 vòng đấu. Đáng chú ý, họ đã đánh bại đương kim vô địch Inter Milan 2 lần trong giải đấu và cũng làm điều tương tự với đội đứng thứ 3 Napoli. Trước đó trong kì chuyển nhượng mùa hè, Milan đã củng cố đội hình với 2 cầu thủ Zlatan Ibrahimović và Robinho. Sau đó họ tiếp tục mang về Antonio Cassano và Mark van Bommel trong kì chuyển nhượng mùa đông.

## Câu lạc bộ tham dự
Giải đấu bao gồm 17 đội từng góp mặt tại Serie A 2009–10, 3 đội thăng hạng từ Serie B 2009–10 (2 đội lên hạng trực tiếp, 1 đội thắng trận playoff). Ngày 30 tháng 5 năm 2010, Lecce và Cesena, bằng việc kết thúc ở 2 vị trí dẫn đầu, đã giành được vé lên chơi tại Serie A. Brescia là đội bóng Serie B thứ 3 thăng hạng vào ngày 13 tháng 6 năm 2010 sau khi vượt qua Torino với tổng tỉ số 2–1 trong lượt trận playoff. Lần gần nhất Cesena tham dự Serie A là ở mùa giải 1990–91, trong khi Brescia đã phải chơi 5 mùa tại Serie B kể từ khi xuống hạng ở mùa giải 2004–05. Còn Lecce, xuống hạng ở mùa giải 2008–09 và chỉ mất 1 năm tại Serie B để quay trở lại giải đấu cao nhất nước Ý.
| Câu lạc bộ  | Thành phố | Sân vận động           | Sức chứa | Mùa giải 2009–10             |
| ----------- | --------- | ---------------------- | -------- | ---------------------------- |
| Bari        | Bari      | San Nicola             | 58.270   | 10 (Serie A)                 |
| Bologna     | Bologna   | Renato Dall'Ara        | 39.444   | 17 (Serie A)                 |
| Brescia     | Brescia   | Mario Rigamonti        | 16,308   | Thắng trận Playoff (Serie B) |
| Cagliari    | Cagliari  | Sant'Elia              | 23,486   | 16 (Serie A)                 |
| Catania     | Catania   | Angelo Massimino       | 23,420   | 13 (Serie A)                 |
| Cesena      | Cesena    | Dino Manuzzi           | 23,860   | Á quân Serie B               |
| Chievo      | Verona    | Marc'Antonio Bentegodi | 39.211   | 14 (Serie A)                 |
| Fiorentina  | Florence  | Artemio Franchi        | 47.282   | 11 (Serie A)                 |
| Genoa       | Genoa     | Luigi Ferraris         | 36.685   | 9 (Serie A)                  |
| Inter Milan | Milan     | San Siro               | 80.074   | Vô địch Serie A              |
| Juventus    | Turin     | Olympic Torino         | 27.994   | 7 (Serie A)                  |
| Lazio       | Rome      | Olimpico               | 72.698   | 12 (Serie A)                 |
| Lecce       | Lecce     | Via del Mare           | 33,876   | Vô địch Serie B              |
| Milan       | Milan     | San Siro               | 80.074   | 3 (Serie A)                  |
| Napoli      | Naples    | San Paolo              | 60.240   | 6 (Serie A)                  |
| Palermo     | Palermo   | Renzo Barbera          | 37.242   | 5 (Serie A)                  |
| Parma       | Parma     | Ennio Tardini          | 27.906   | 8 (Serie A)                  |
| Roma        | Rome      | Olimpico               | 72.698   | 2 (Serie A)                  |
| Sampdoria   | Genoa     | Luigi Ferraris         | 36.685   | 4 (Serie A)                  |
| Udinese     | Udine     | Friuli                 | 41.652   | 15 (Serie A)                 |

### Thay đổi huấn luyện viên
| Câu lạc bộ  | huấn luyện viên trước | Lý do                        | Ngày thôi việc       | huấn luyện viên sau           | Ngày bắt đầu         | Vị trí trên bảng xếp hạng |
| ----------- | --------------------- | ---------------------------- | -------------------- | ----------------------------- | -------------------- | ------------------------- |
| Milan       | Leonardo              | Thỏa thuận 2 bên             | 16 tháng 5 năm 2010  | Massimiliano Allegri          | 25 tháng 6 năm 2010  | Trước mùa giải            |
| Juventus    | Alberto Zaccheroni    | Hết hợp đồng                 | 16 tháng 5 năm 2010  | Luigi Delneri                 | 19 tháng 5 năm 2010  | Trước mùa giải            |
| Udinese     | Pasquale Marino       | Thỏa thuận 2 bên             | 16 tháng 5 năm 2010  | Francesco Guidolin            | 24 tháng 5 năm 2010  | Trước mùa giải            |
| Parma       | Francesco Guidolin    | Từ chức                      | 16 tháng 5 năm 2010  | Pasquale Marino               | 2 tháng 6 năm 2010   | Trước mùa giải            |
| Cagliari    | Giorgio Melis         | Kết thúc giai đoạn tạm quyền | 16 tháng 5 năm 2010  | Pierpaolo Bisoli              | 23 tháng 6 năm 2010  | Trước mùa giải            |
| Sampdoria   | Luigi Delneri         | Hết hợp đồng                 | 17 tháng 5 năm 2010  | Domenico Di Carlo             | 26 tháng 5 năm 2010  | Trước mùa giải            |
| Catania     | Siniša Mihajlović     | Từ chức                      | 24 tháng 5 năm 2010  | Marco Giampaolo               | 30 tháng 5 năm 2010  | Trước mùa giải            |
| Chievo      | Domenico Di Carlo     | Từ chức                      | 26 tháng 5 năm 2010  | Stefano Pioli                 | 10 tháng 6 năm 2010  | Trước mùa giải            |
| Inter Milan | José Mourinho         | Giải phóng hợp đồng          | 28 tháng 5 năm 2010  | Rafael Benítez                | 10 tháng 6 năm 2010  | Trước mùa giải            |
| Fiorentina  | Cesare Prandelli      | Ký hợp đồng với ĐT Ý         | 30 tháng 5 năm 2010  | Siniša Mihajlović             | 3 tháng 6 năm 2010   | Trước mùa giải            |
| Cesena      | Pierpaolo Bisoli      | Hết hợp đồng                 | 30 tháng 5 năm 2010  | Massimo Ficcadenti            | 12 tháng 6 năm 2010  | Trước mùa giải            |
| Bologna     | Franco Colomba        | Bị sa thải                   | 29 tháng 8 năm 2010  | Paolo Magnani (tạm quyền)     | 29 tháng 8 năm 2010  | Trước mùa giải            |
| Bologna     | Paolo Magnani         | Kết thúc giai đoạn tạm quyền | 29 tháng 8 năm 2010  | Alberto Malesani              | 1 tháng 9 năm 2010   | 9                         |
| Genoa       | Gian Piero Gasperini  | Bị sa thải                   | 8 tháng 11 năm 2010  | Davide Ballardini             | 8 tháng 11 năm 2010  | 14                        |
| Cagliari    | Pierpaolo Bisoli      | Bị sa thải                   | 15 tháng 11 năm 2010 | Roberto Donadoni              | 16 tháng 11 năm 2010 | 19                        |
| Brescia     | Giuseppe Iachini      | Bị sa thải                   | 6 tháng 12 năm 2010  | Mario Beretta                 | 6 tháng 12 năm 2010  | 17                        |
| Inter Milan | Rafael Benítez        | Bị sa thải                   | 23 tháng 12 năm 2010 | Leonardo                      | 24 tháng 12 năm 2010 | 7                         |
| Catania     | Marco Giampaolo       | Thỏa thuận 2 bên             | 18 tháng 1 năm 2011  | Diego Simeone                 | 19 tháng 1 năm 2011  | 15                        |
| Brescia     | Mario Beretta         | Bị sa thải                   | 30 tháng 1 năm 2011  | Giuseppe Iachini              | 30 tháng 1 năm 2011  | 19                        |
| Bari        | Giampiero Ventura     | Thỏa thuận 2 bên             | 10 tháng 2 năm 2011  | Bortolo Mutti                 | 10 tháng 2 năm 2011  | 20                        |
| Roma        | Claudio Ranieri       | Từ chức                      | 20 tháng 2 năm 2011  | Vincenzo Montella (tạm quyền) | 21 tháng 2 năm 2011  | 8                         |
| Palermo     | Delio Rossi           | Bị sa thải                   | 28 tháng 2 năm 2011  | Serse Cosmi                   | 28 tháng 2 năm 2011  | 8                         |
| Sampdoria   | Domenico Di Carlo     | Bị sa thải                   | 7 tháng 3 năm 2011   | Alberto Cavasin               | 7 tháng 3 năm 2011   | 14                        |
| Parma       | Pasquale Marino       | Bị sa thải                   | 3 tháng 4 năm 2011   | Franco Colomba                | 5 tháng 4 năm 2011   | 16                        |
| Palermo     | Serse Cosmi           | Bị sa thải                   | 3 tháng 4 năm 2011   | Delio Rossi                   | 3 tháng 4 năm 2011   | 8                         |

## Bảng xếp hạng
| XH | Đội           | Tr | T  | H  | T  | BT | BB | HS  | Đ    | Lên hay xuống hạng                              | Thành tích đối đầu      |
| -- | ------------- | -- | -- | -- | -- | -- | -- | --- | ---- | ----------------------------------------------- | ----------------------- |
| 1  | Milan (C)     | 38 | 24 | 10 | 4  | 65 | 24 | +41 | 82   | Vòng bảng UEFA Champions League 2011–12         |                         |
| 2  | Inter         | 38 | 23 | 7  | 8  | 69 | 42 | +27 | 76   | Vòng bảng UEFA Champions League 2011–12         |                         |
| 3  | Napoli        | 38 | 21 | 7  | 10 | 59 | 39 | +20 | 70   | Vòng bảng UEFA Champions League 2011–12         |                         |
| 4  | Udinese       | 38 | 20 | 6  | 12 | 65 | 43 | +22 | 66   | Vòng Play-off UEFA Champions League 2011-12     | UDI 2–1 LAZ LAZ 3–2 UDI |
| 5  | Lazio         | 38 | 20 | 6  | 12 | 55 | 39 | +16 | 66   | Vòng Play-off UEFA Europa League 2011-12 1      | UDI 2–1 LAZ LAZ 3–2 UDI |
| 6  | Roma          | 38 | 18 | 9  | 11 | 59 | 52 | +7  | 63   | Vòng Play-off UEFA Europa League 2011-12 1      |                         |
| 7  | Juventus      | 38 | 15 | 13 | 10 | 57 | 47 | +10 | 58   |                                                 |                         |
| 8  | Palermo       | 38 | 17 | 5  | 16 | 58 | 63 | −5  | 56   | Vòng sơ loại thứ 3 UEFA Europa League 2011–12 1 |                         |
| 9  | Fiorentina    | 38 | 12 | 15 | 11 | 49 | 44 | +5  | 51   |                                                 | FIO 1–0 GEN GEN 1–1 FIO |
| 10 | Genoa         | 38 | 14 | 9  | 15 | 45 | 47 | −2  | 51   |                                                 | FIO 1–0 GEN GEN 1–1 FIO |
| 11 | Chievo        | 38 | 11 | 13 | 14 | 38 | 40 | −2  | 46   | CHV: 6 pts PAR: 5 pts CTN: 4 pts                |                         |
| 12 | Parma         | 38 | 11 | 13 | 14 | 39 | 47 | −8  | 46   | CHV: 6 pts PAR: 5 pts CTN: 4 pts                |                         |
| 13 | Catania       | 38 | 12 | 10 | 16 | 40 | 52 | −12 | 46   | CHV: 6 pts PAR: 5 pts CTN: 4 pts                |                         |
| 14 | Cagliari      | 38 | 12 | 9  | 17 | 44 | 51 | −7  | 45   |                                                 |                         |
| 15 | Cesena        | 38 | 11 | 10 | 17 | 38 | 50 | −12 | 43   |                                                 |                         |
| 16 | Bologna       | 38 | 11 | 12 | 15 | 35 | 52 | −17 | 0422 |                                                 |                         |
| 17 | Lecce         | 38 | 11 | 8  | 19 | 46 | 66 | −20 | 41   |                                                 |                         |
| 18 | Sampdoria (R) | 38 | 8  | 12 | 18 | 33 | 49 | −16 | 36   | Xuống chơi tại Serie B                          |                         |
| 19 | Brescia (R)   | 38 | 7  | 11 | 20 | 34 | 52 | −18 | 32   | Xuống chơi tại Serie B                          |                         |
| 20 | Bari (R)      | 38 | 5  | 9  | 24 | 27 | 56 | −29 | 24   | Xuống chơi tại Serie B                          |                         |

Cập nhật đến 22/05/2011
Nguồn: Lega Serie A
Quy tắc xếp hạng: 1. Điểm; 2. Điểm thành tích đối đầu; 3. Hiệu số bàn thắng thành tích đối đầu; 4. Bàn thắng thành tích đối đầu; 5. Hiệu số bàn thắng; 6. Số bàn thắng.
1 Do Inter Milan đã giành chức vô địch Coppa Italia 2010–11 nên đội á quân Palermo sẽ được tham dự vòng loại thứ 3 UEFA Europa League. Trong khi Lazio và Roma, các đội đứng thứ 5 và 6 cũng giành quyền tham dự vòng play-off UEFA Europa League 2011–12
2 Bologna bị trừ tổng cộng 3 điểm: 1 điểm vì nợ thuế, 2 điểm vì nợ lương cầu thủ.
(VĐ) = Vô địch; (XH) = Xuống hạng; (LH) = Lên hạng; (O) = Thắng trận Play-off; (A) = Lọt vào vòng sau. 
Chỉ được áp dụng khi mùa giải chưa kết thúc: 
(Q) = Lọt vào vòng đấu cụ thể của giải đấu đã nêu; (TQ) = Giành vé dự giải đấu, nhưng chưa tới vòng đấu đã nêu.
Thành tích đối đầu: Được áp dụng khi số liệu thành tích đối đầu được dùng để xếp hạng các đội bằng điểm nhau.

## kết quả thi đấu
| S.nhà ╲ S.khách | BAR | BOL | BRE | CAG | CTN | CES | CHV | FIO | GEN | INT | JUV | LAZ | LCE | MIL | NAP | PAL | PAR | ROM | SAM | UDI |
| Bari            |     | 0–2 | 2–1 | 0–0 | 1–1 | 1–1 | 1–2 | 1–1 | 0–0 | 0–3 | 1–0 | 0–2 | 0–2 | 2–3 | 0–2 | 1–1 | 0–1 | 2–3 | 0–1 | 0–2 |
| Bologna         | 0–4 |     | 1–0 | 2–2 | 1–0 | 0–2 | 2–1 | 1–1 | 1–1 | 0–0 | 0–0 | 3–1 | 2–0 | 0–3 | 0–2 | 1–0 | 0–0 | 0–1 | 1–1 | 2–1 |
| Brescia         | 2–0 | 3–1 |     | 1–2 | 1–2 | 1–2 | 0–3 | 2–2 | 0–0 | 1–1 | 1–1 | 0–2 | 2–2 | 0–1 | 0–1 | 3–2 | 2–0 | 2–1 | 1–0 | 0–1 |
| Cagliari        | 2–1 | 2–0 | 1–1 |     | 3–0 | 0–2 | 4–1 | 1–2 | 0–1 | 0–1 | 1–3 | 1–0 | 3–2 | 0–1 | 0–1 | 3–1 | 1–1 | 5–1 | 0–0 | 0–4 |
| Catania         | 1–0 | 1–1 | 1–0 | 2–0 |     | 2–0 | 1–1 | 0–0 | 2–1 | 1–2 | 1–3 | 1–4 | 3–2 | 0–2 | 1–1 | 4–0 | 2–1 | 2–1 | 1–0 | 1–0 |
| Cesena          | 1–0 | 0–2 | 1–0 | 1–0 | 1–1 |     | 1–0 | 2–2 | 0–0 | 1–2 | 2–2 | 1–0 | 1–0 | 2–0 | 1–4 | 1–2 | 1–1 | 0–1 | 0–1 | 0–3 |
| Chievo          | 0–0 | 2–0 | 0–1 | 0–0 | 2–1 | 2–1 |     | 0–1 | 0–0 | 2–1 | 1–1 | 0–1 | 1–0 | 1–2 | 2–0 | 0–0 | 0–0 | 2–2 | 0–0 | 0–2 |
| Fiorentina      | 2–1 | 1–1 | 3–2 | 1–0 | 3–0 | 1–0 | 1–0 |     | 1–0 | 1–2 | 0–0 | 1–2 | 1–1 | 1–2 | 1–1 | 1–2 | 2–0 | 2–2 | 0–0 | 5–2 |
| Genoa           | 2–1 | 1–0 | 3–0 | 0–1 | 1–0 | 3–2 | 1–3 | 1–1 |     | 0–1 | 0–2 | 0–0 | 4–2 | 1–1 | 0–1 | 1–0 | 3–1 | 4–3 | 2–1 | 2–4 |
| Inter           | 4–0 | 4–1 | 1–1 | 1–0 | 3–1 | 3–2 | 2–0 | 3–1 | 5–2 |     | 0–0 | 2–1 | 1–0 | 0–1 | 3–1 | 3–2 | 5–2 | 5–3 | 1–1 | 2–1 |
| Juventus        | 2–1 | 0–2 | 2–1 | 4–2 | 2–2 | 3–1 | 2–2 | 1–1 | 3–2 | 1–0 |     | 2–1 | 4–0 | 0–1 | 2–2 | 1–3 | 1–4 | 1–1 | 3–3 | 1–2 |
| Lazio           | 1–0 | 3–1 | 1–0 | 2–1 | 1–1 | 1–0 | 1–1 | 2–0 | 4–2 | 3–1 | 0–1 |     | 1–2 | 1–1 | 2–0 | 2–0 | 2–0 | 0–2 | 1–0 | 3–2 |
| Lecce           | 0–1 | 0–1 | 2–1 | 3–3 | 1–0 | 1–1 | 3–2 | 1–0 | 1–3 | 1–1 | 2–0 | 2–4 |     | 1–1 | 2–1 | 2–4 | 1–1 | 1–2 | 2–3 | 2–0 |
| Milan           | 1–1 | 1–0 | 3–0 | 4–1 | 1–1 | 2–0 | 3–1 | 1–0 | 1–0 | 3–0 | 1–2 | 0–0 | 4–0 |     | 3–0 | 3–1 | 4–0 | 0–1 | 3–0 | 4–4 |
| Napoli          | 2–2 | 4–1 | 0–0 | 2–1 | 1–0 | 2–0 | 1–3 | 0–0 | 1–0 | 1–1 | 3–0 | 4–3 | 1–0 | 1–2 |     | 1–0 | 2–0 | 2–0 | 4–0 | 1–2 |
| Palermo         | 2–1 | 4–1 | 1–0 | 0–0 | 3–1 | 2–2 | 1–3 | 2–4 | 1–0 | 1–2 | 2–1 | 0–1 | 2–2 | 1–0 | 2–1 |     | 3–1 | 3–1 | 3–0 | 0–7 |
| Parma           | 1–2 | 0–0 | 2–0 | 1–2 | 2–0 | 2–2 | 0–0 | 1–1 | 1–1 | 2–0 | 1–0 | 1–1 | 0–1 | 0–1 | 1–3 | 3–1 |     | 0–0 | 1–0 | 2–1 |
| Roma            | 1–0 | 2–2 | 1–1 | 3–0 | 4–2 | 0–0 | 1–0 | 3–2 | 2–1 | 1–0 | 0–2 | 2–0 | 2–0 | 0–0 | 0–2 | 2–3 | 2–2 |     | 3–1 | 2–0 |
| Sampdoria       | 3–0 | 3–1 | 3–3 | 0–1 | 0–0 | 2–3 | 0–0 | 2–1 | 0–1 | 0–2 | 0–0 | 2–0 | 1–2 | 1–1 | 1–2 | 1–2 | 0–1 | 2–1 |     | 0–0 |
| Udinese         | 1–0 | 1–1 | 0–0 | 1–1 | 2–0 | 1–0 | 2–0 | 2–1 | 0–1 | 3–1 | 0–4 | 2–1 | 4–0 | 0–0 | 3–1 | 2–1 | 0–2 | 1–2 | 2–0 |     |

Cập nhật lần cuối: 23 tháng 4 năm 2011.
Nguồn: Lega Serie A
1 ^ Đội chủ nhà được liệt kê ở cột bên tay trái.
Màu sắc: Xanh = Chủ nhà thắng; Vàng = Hòa; Đỏ = Đội khách thắng.
a nghĩa là có bài viết về trận đấu đó.

## Vua phá lưới
|   | Cầu thủ            | Câu lạc bộ              | Bàn thắng |
| - | ------------------ | ----------------------- | --------- |
| 1 | Antonio Di Natale  | Udinese                 | 28        |
| 2 | Edinson Cavani     | Napoli                  | 26        |
| 3 | Samuel Eto'o       | Inter Milan             | 21        |
| 4 | Alessandro Matri   | Cagliari / Juventus     | 20        |
| 5 | Marco Di Vaio      | Bologna                 | 19        |
| 6 | Giampaolo Pazzini  | Sampdoria / Inter Milan | 17        |
| 7 | Francesco Totti    | Roma                    | 15        |
| 8 | Zlatan Ibrahimović | Milan                   | 14        |
| 8 | Alexandre Pato     | Milan                   | 14        |
| 8 | Robinho            | Milan                   | 14        |

Tính đến 22 tháng 5 năm 2011.